# Anthony Kennedy
Anthony McLeod Kennedy (n. Sacramento, California, Estados Unidos, 23 de julio de 1936) es un jurista retirado de los Estados Unidos. Desde 1988 a 2018 ocupó una posición como Juez Asociado en la Corte Suprema de los Estados Unidos. Debido a sus ideales moderados, Kennedy fue considerado el voto decisivo en muchos de los casos ante dicho tribunal. El 28 de junio de 2018 se retiró de sus funciones.
La carrera jurídica de Kennedy comenzó en 1975 cuando el presidente Gerald Ford lo nombró juez del Noveno Circuito de Apelaciones en San Francisco. Luego, el presidente Ronald Reagan lo nomina para la Corte Suprema tras el retiro del juez Lewis Powell. 
La nominación de Kennedy ocurrió luego de que dos nominados de Reagan, los jueces Robert Bork y Douglas Ginsburg, fueran rechazados de alguna forma por el Senado de los Estados Unidos. Finalmente, Kennedy resultó confirmado para el Tribunal.
A través de su carrera en la Corte Suprema, Kennedy mantuvo ideales de conservadurismo moderado. Llegó a votar a favor del derecho al aborto y de los derechos de los homosexuales. Debido a estas tendencias, el juez Kennedy fue blanco de críticas de los sectores conservadores de Estados Unidos y de elogios por parte de los liberales. Tras el retiro de la Jueza Sandra Day O'Connor (quien también era moderada) Kennedy fue el juez centrista más prominente del Tribunal.
En 2024, recibe la Medalla de Honor de la World Jurist Association por la su defensa del Estado de Derecho.

## Primeros años y educación
Kennedy nació y se crio en una familia católica irlandesa en Sacramento, California. Era hijo de Anthony J. Kennedy, un abogado con reputación de influencia en la Legislatura del Estado de California, y Gladys de soltera, McLeod, quien participó en muchas actividades cívicas locales. Cuando era niño Kennedy entró en contacto con destacados políticos de la época, como el gobernador de California y futuro presidente de la Corte Suprema de los Estados Unidos, Earl Warren. Cuando era joven, Kennedy se desempeñó como paje en el Senado del Estado de California. Kennedy asistió a la escuela secundaria CK McClatchy, donde fue estudiante de honor y se graduó en 1954. 
Siguiendo los pasos de su madre, Kennedy se matriculó en la Universidad de Stanford, donde desarrolló un interés por el derecho constitucional. Después de pasar su último año en la London School of Economics, Kennedy se graduó como Phi Beta Kappa de Stanford en 1958 con una licenciatura en ciencias políticas. Kennedy luego asistió a la Facultad de Derecho de Harvard, donde se graduó cum laude con una licenciatura en derecho en 1961.

## Carrera temprana
Kennedy ejerció su práctica privada en San Francisco de 1961 a 1963. En 1963, tras la muerte de su padre, se hizo cargo de la práctica de su padre en Sacramento, que operó hasta 1975. De 1965 a 1988, fue profesor de derecho constitucional en la Facultad de Derecho McGeorge de la Universidad del Pacífico. 
Durante el tiempo de Kennedy como profesor de derecho y abogado de California, ayudó al gobernador de California, Ronald Reagan, a redactar una propuesta de impuestos estatales.
Kennedy sirvió en la Guardia Nacional del Ejército de California de 1961 a 1962 y se convirtió en soldado raso de primera clase. Formó parte de la junta del Centro Judicial Federal de 1987 a 1988. También se desempeñó en dos comités de la Conferencia Judicial de los Estados Unidos.

## Corte de Apelaciones del Noveno Circuito de EE.UU.
El 3 de marzo de 1975, siguiendo la recomendación de Reagan, el presidente Gerald Ford nominó a Kennedy para el puesto en la Corte de Apelaciones del Noveno Circuito de los Estados Unidos. Kennedy fue confirmado por unanimidad por el Senado de los Estados Unidos el 20 de marzo y recibió su comisión el 24 de marzo de 1975.
== 

| Predecesor: Lewis Powell | Juez Asociado de la Corte Suprema de EE.UU 1988 - 28 de junio de 2018 | Sucesor: Brett kavanaugh |